# Molpré
Molpré là một xã trong vùng hành chính Franche-Comté, thuộc tỉnh Jura, quận Lons-le-Saunier, tổng Nozeroy. Tọa độ địa lý của xã là 46° 47' vĩ độ bắc, 06° 04' kinh độ đông. Molpré nằm trên độ cao trung bình là 786 mét trên mực nước biển, có điểm thấp nhất là 739 mét và điểm cao nhất là 878 mét. Xã có diện tích 2.73 km², dân số vào thời điểm 2006 là 29 người; mật độ dân số là 11 người/km².

## Thông tin nhân khẩu
| 1962 | 1968 | 1975 | 1982 | 1990 | 1999 |
| ---- | ---- | ---- | ---- | ---- | ---- |
| 51   | 53   | 35   | 38   | 32   | 33   |